# Dracontium croatii
Dracontium croatii är en kallaväxtart som beskrevs av Guang Hua Zhu. Dracontium croatii ingår i släktet Dracontium och familjen kallaväxter. IUCN kategoriserar arten globalt som starkt hotad. Inga underarter finns listade.